# Jean Cugnot
Jean Cugnot (Parigi, 3 agosto 1899 – Parigi, 25 giugno 1933) è stato un pistard francese.

## Palmarès
Olimpiadi
- 2 medaglie:
  - 1 oro (tandem a Parigi 1924)
  - 1 bronzo (velocità a Parigi 1924)